# フェシュテティチ・タシロー (1850-1933)

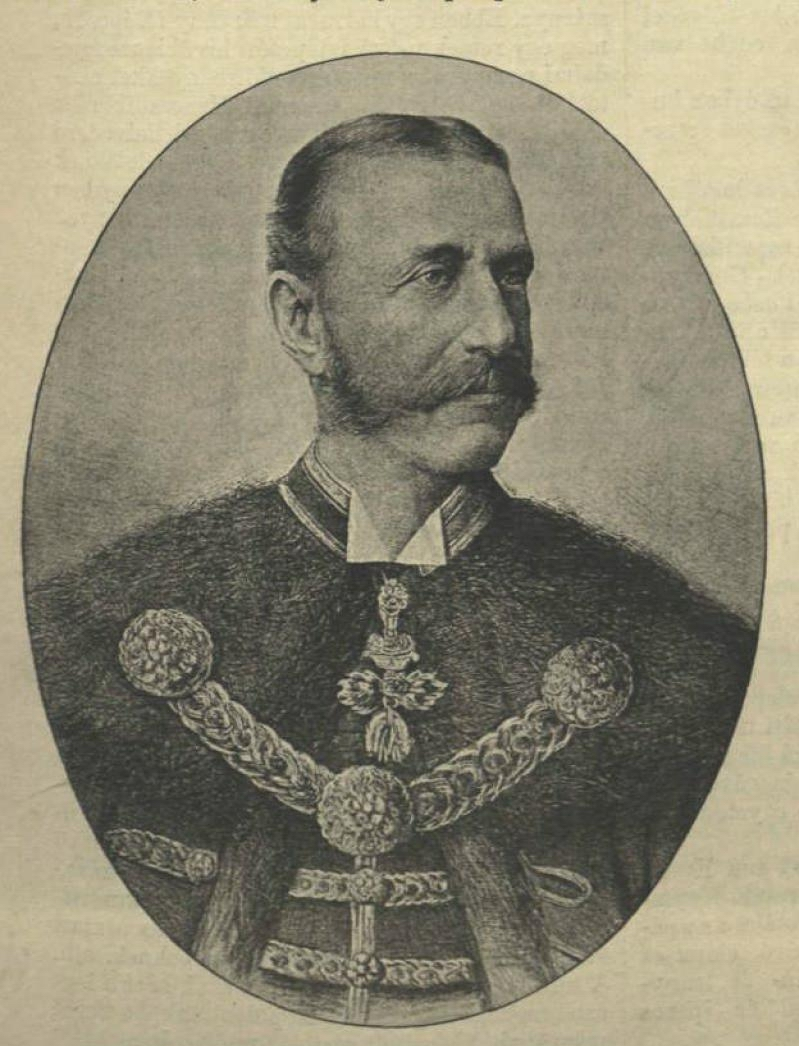
フェシュテティチ・タシロー、1897年

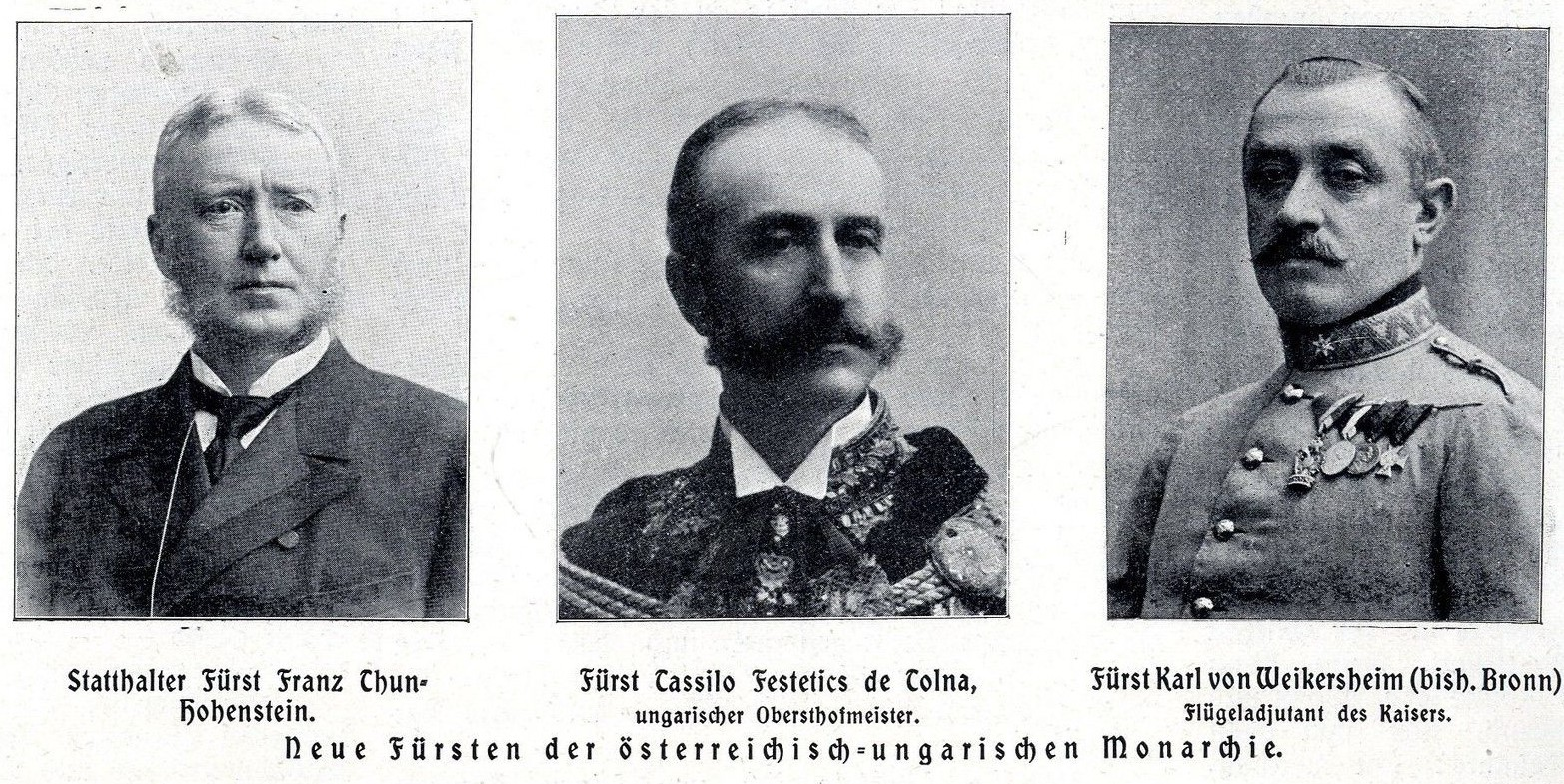
1911年に二重帝国の侯（フュルスト）に陞爵した3名の貴族、左から、フランツ・フォン・トゥーン・ウント・ホーエンシュタイン、フェシュテティチ、カール・フォン・ヴァイカースハイム

フェシュテティチ・タシロー（2世）（Festetics (II.) Tasziló, 1850年5月5日 ウィーン - 1933年5月4日 ケストヘイ）は、オーストリア＝ハンガリー（二重帝国）のハンガリー人貴族、地主、政治家、廷臣、馬主。伯爵、1911年よりフェシュテティチ・デ・トルナ侯（Fürst Festetics de Tolna）。

## 生涯
ハンガリー外務大臣・宮内長官を務めたフェシュテティチ・ジェルジ伯爵と、その妻のエルデーディ・エウゲーニア女伯爵の間の第1子・長男。父方祖母はホーエンツォレルン＝ヘヒンゲン侯ヘルマンの末娘。青年期を英国など国外に遊学して過ごした。1880年6月20日ブダペストで、モナコ公世子アルベールの離婚した妻で英国人のメアリー・ヴィクトリア・ダグラス＝ハミルトンと結婚。この結婚を機にイギリス王位継承者ウェールズ公エドワードと親しくなり、ウェールズ公をしばしばケストヘイの居城フェシュテティチ宮殿に迎えた。
翌1883年の父の死でヴェスプレーム県、ザラ県、ショモジ県に広がる大規模な所領を相続した。彼はこの所領で畜産業に勤しみ、6万2000頭の家畜を所有し、特にハンガリアン・グレー・ステップ種肉牛の牧場はハンガリー最大規模であった。1883年から1887年にかけ、ケストヘイのフェシュテティチ宮殿を大々的に改築した。ハンガリー・ジョッキークラブ会長を務め、養馬場を経営し、多くの種馬や競走馬を育成した。フェシュテティチの競走馬「ペイシェンス」は1900年代前半のハンガリー最高の名馬であり、1905年のドイチェスダービーで優勝を果たした。
廷臣としては、1882年宮廷財務官（Kämmerer）、1896年酒膳官長（Oberstmundschenk）に任命された。1905年ハンガリー宮内長官となり、ハプスブルク朝終焉まで務めた。1911年6月21日付で世襲の侯（フュルスト）位を授けられた。

## 子女
妻との間に1男3女があった。
- マーリア・マティルド・ゲオルギナ（1881年 - 1953年） - 1902年フュルステンベルク侯子カール・エミール（チェコ語版）と結婚[6][7]
- ジェルジ・タシロー・ヨージェフ（ハンガリー語版）（1882年 - 1941年） - 1938年マリー・ハウクヴィッツ（旧伯爵家出身）と結婚[8]
- アレクサンドラ・オルガ・エウゲーニア（1884年 - 1963年） - 1905年カール・ツー・ヴィンディシュ＝グレーツ侯子[9]と結婚（死別）、1917年エルヴィン・ツー・ホーエンローエ＝シリングスフュルスト侯子[10]と再婚[11]
- カロラ・フリデリカ・マーリア（1888年 - 1951年） - 1924年オスカー・ガウチュ＝フランケントゥルン（旧男爵）[12]と結婚[13]

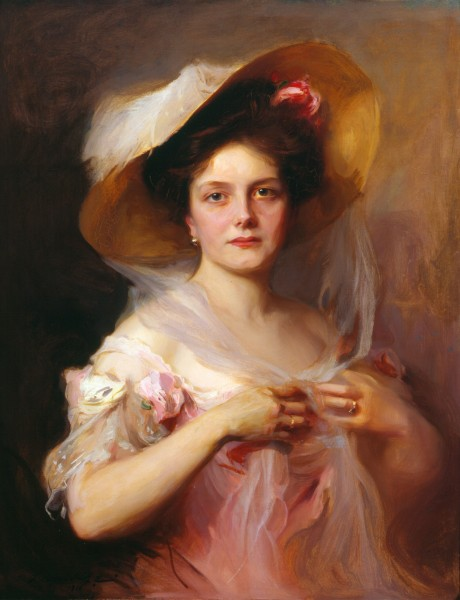
長女マーリア、P・ド・ラースロー画、1906年
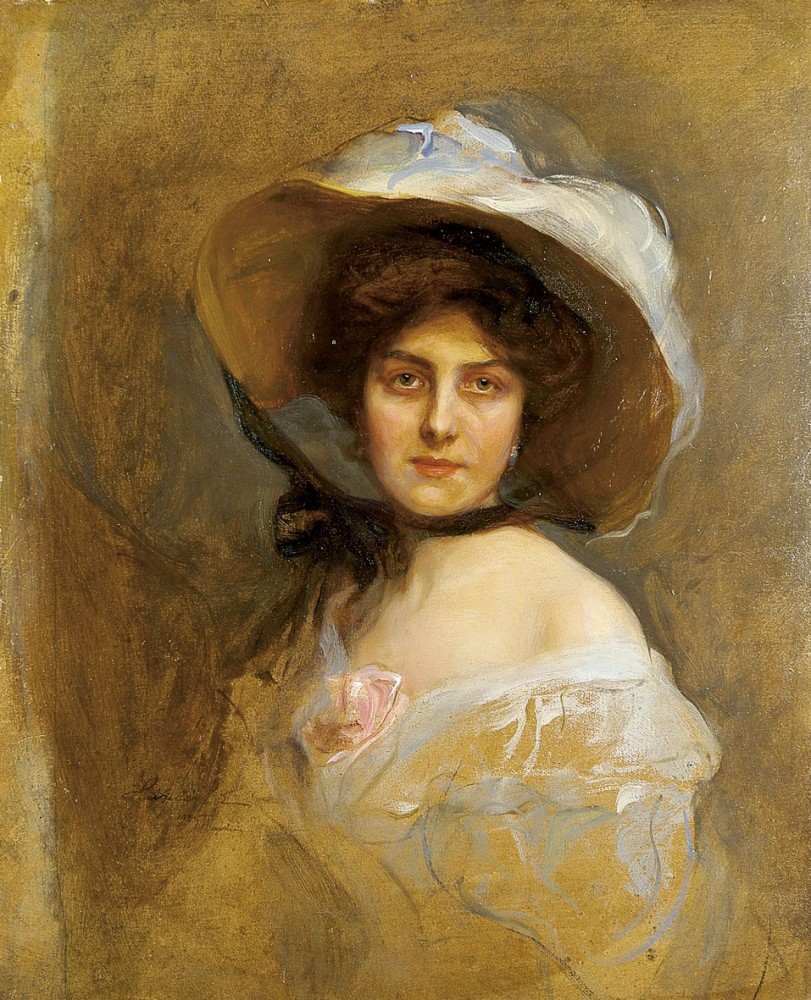
次女アレクサンドラ、P・ド・ラースロー画、1905年